# Uncompahgre Peak
Uncompahgre Peak je nejvyšší hora pohoří San Juan Mountains a šestá nejvyšší hora Skalnatých hor. Leží v severní části pohoří San Juan Mountains, na jihozápadě Colorada, ve střední části Spojených státu. Uncompahgre Peak je dvacátou první nejvyšší horou Spojených států a třicátou pátou nejvyšší horou Severní Ameriky.
Název hory pochází z jazyka indiánského kmene Uteů a značí "horkou vodu" a odkazuje na řadu horkých pramenů v okolí.

## Geografie a geologie
Uncompahgre Peak vystupuje z široké alpinské náhorní plošiny. Západní, východní i jižní strana hory je pozvolná, severní část pak tvoří 210 metrů vysoký útes. Oblast je součástí přírodní rezervace Uncompahgre Wilderness. Přibližně 40 km severně od hory leží Národní park Black Canyon of the Gunnison. Hora a pohoří jsou tvořeny vulkanickými horninami.